# Воздержание
Воздержание (или абстиненция, от лат. abstinere — воздерживаться) — добровольный волевой отказ от чего-либо, подавление в себе каких-либо влечений в течение определённого промежутка времени или на протяжении всей жизни. В религиозной практике данное Богу обещание воздерживаться от чего-либо называется обетом. О воздержании (ἐγκράτεια) как синониме добродетели говорит Аристотель в Никомаховой этике.

## Примеры употребления
- Целибат — отказ от сексуальной жизни, семейной жизни.
- Бандлинг — предбрачный обычай, ранее получивший распространение в некоторых христианских общинах Европы и Америки, но сейчас почти исчезнувший. Юноша и девушка вечером залезали в большие мешки, которые завязывались на шее, и ложились на одну кровать. Иногда между ними устанавливалась доска или иное препятствие. Эта практика даёт возможность вести откровенный разговор в интимной обстановке, но препятствует совершению действий сексуального характера.
- Трезвость — воздержание от употребления алкоголя и других психоактивных веществ.
- Религиозный пост, голодовка — воздержание от пищи.
- Обет молчания — воздержание от речи, использования голоса.
- Половое воздержание[1][2][3]